# Cầu diệp sao
Cầu diệp sao (danh pháp hai phần: Bulbophyllum astelidum) là một loài phong lan thuộc chi Bulbophyllum. Đây là loài đặc hữu của Việt Nam.